# Charles Hope, I conte di Hopetoun
Charles Hope, I conte di Hopetoun (1681 – 26 febbraio 1742), è stato un nobile scozzese.

## Biografia
Era il figlio di John Hope di Hopetoun, nipote di Sir Thomas Hope, I baronetto di Craighall, e di Lady Margaret Hamilton.

## Carriera politica
Fu deputato per Linlithgowshire (1702-1703) e prestò giuramento per il Privy Council nel 1703.
Venne creato conte di Hopetoun il 15 aprile 1703. In seguito fu rappresentante di Westminster, dal 1722 fino alla sua morte ed è stato governatore della Bank of Scotland dal 1740 fino alla sua morte. Venne nominato Cavaliere del Cardo nel 1738.

## Matrimonio
Sposò, il 31 agosto 1699, Lady Henrietta Johnstone, figlia di William Johnstone, I marchese di Annandale. Ebbero undici figli:
- Lady Sophia Hope (31 maggio 1702-25 aprile 1761), sposò James Ogilvy, V conte di Findlater, non ebbero figli;
- John Hope, II conte di Hopetoun (7 settembre 1704-12 febbraio 1781);
- Lady Henrietta Hope (21 febbraio 1706-17 febbraio 1745), sposò Francis Napier, VI barone di Merchistoun, ebbero un figlio;
- Lady Margaret Hope (19 dicembre 1708-13 gennaio 1778), sposò John Dundas, non ebbero figli;
- Lord Charles Hope (8 maggio 1710-30 dicembre 1791), sposò in prime nozze Catherine Weir ed ebbero tre figli, sposò in seconde nozze Lady Anne Vane ed ebbero due figli, sposò in terze nozze Helen Dunbar ed ebbero quattro figli;
- Lady Helen Hope (27 luglio 1711-26 dicembre 1778), sposò James Watson, ebbero un figlio;
- Lady Christina Hope (21 marzo 1714-31 maggio 1799);
- Lord William (3 giugno 1715-24 novembre 1715);
- Lady Anne Hope (22 luglio 1718-24 dicembre 1727);
- Lady Charlotte Hope (9 marzo 1720-24 novembre 1788), sposò Thomas Erskine, Lord Erskine, non ebbero figli;
- Lady Rachel Hope (11 luglio 1721).

## Morte
Morì il 26 febbraio 1742.